# Station Ilford
Ilford is een spoorwegstation van National Rail in Ilford, Oost-Londen, Engeland. Het station is eigendom van Network Rail en wordt beheerd door Transport for London.

## Geschiedenis
Het station werd op 20 juni 1839 geopend door de Eastern Counties Railway als onderdeel van de verlenging van haar lijn, die uiteindelijk de Great Eastern Main Line zou worden, van Mile End naar Romford.
Tussen 1903 en 1947 reden er ook treinen door naar Woodford via de Fairlop Loop, die later grotendeels werd opgenomen in de Central Line van de Londense metro. De spoordriehoek tussen de twee verbindingsbogen tussen Newbury Park en Ilford respectievelijk Seven Kings is sindsdien bebouwd met rijtuigloodsen en een onderhoudsdepot van Bombardier Transportation. Goederentreinen maakten tot 1956 gebruik van de oostelijke boog tussen de Fairlop Loop en Seven Kings.Tot in de jaren 60 van de 20e eeuw had Ilford een losplaats voor de melktreinen uit Halesworth en North Elmham in East Anglia aan een zijspoor.

## Ongevallen en incidenten
Op nieuwjaarsdag 1915 was het station het toneel van een grote aanrijding waarbij 10 mensen om het leven kwamen.
Luitenant-kolonel Frank Heilgers, een parlementslid, was een van de negen mensen die omkwamen bij het treinongeluk in Ilford in 1944.

## Ligging en inrichting
Ilford ligt 11,8 km ten oosten van London Liverpool Street in Travelcard-zone 4. De hoofdingang, aan Cranbrook Road, werd grondig verbouwd in de jaren 80 van de 20e eeuw in dezelfde bouwstijl als andere hedendaagse gebouwen in Ilford, zoals de Central Library. Dit gebouw werd gesloten op 25 januari 2020 om plaats te maken voor een nieuw stationsgebouw dat op 1 september 2022 geopend werd. Dit stuk Cranbrook Road heette oorspronkelijk Station Road, maar deze naam werd toebedeeld aan een kort deel van Havelock Street direct tegenover het station. De achteringang ligt aan York Road en is via een loopbrug met de westelijke uiteinden van de perrons verbonden. Deze ingang is in 2016 gerenoveerd. Een derde, zuidelijke ingang, naast Ilford Hill werd op 23 mei 2021 geopend en is eveneens met de loopbrug verbonden. Er zijn vier sporen, twee eilandperrons en een zijperron, die in een sleuf onder straatniveau liggen. Het kopspoor aan de noordkant van het noordelijke eilandperron is opgebroken, de spoorbak tussen de eilandperrons wordt gebruikt door de Elizabeth line (spoor 3 & 4), de andere sporen worden, behalve in geval van werkzaamheden en storingen, gebruikt door treinen die Ilford niet aandoen.

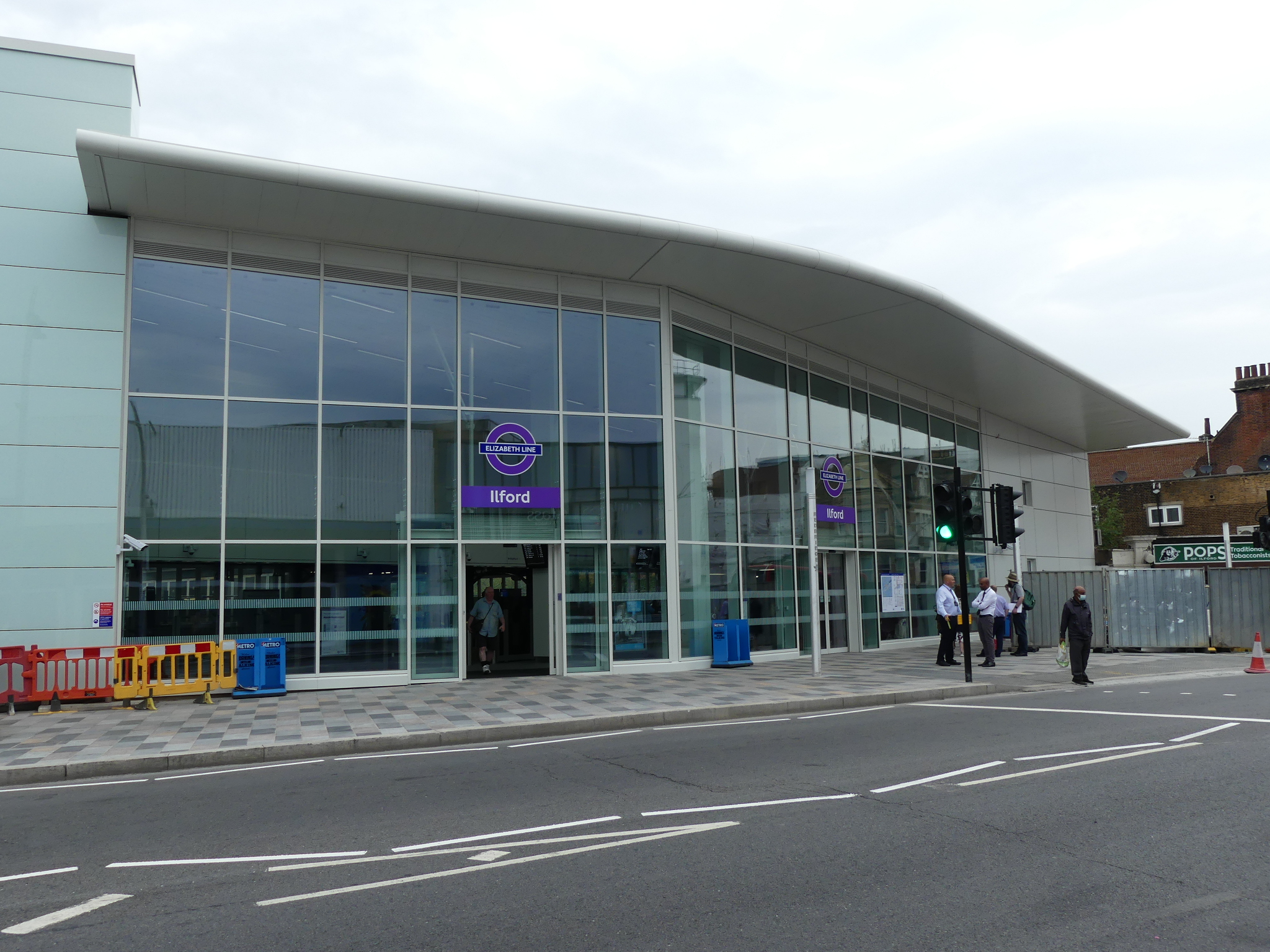
Het stationsgebouw uit 2022.
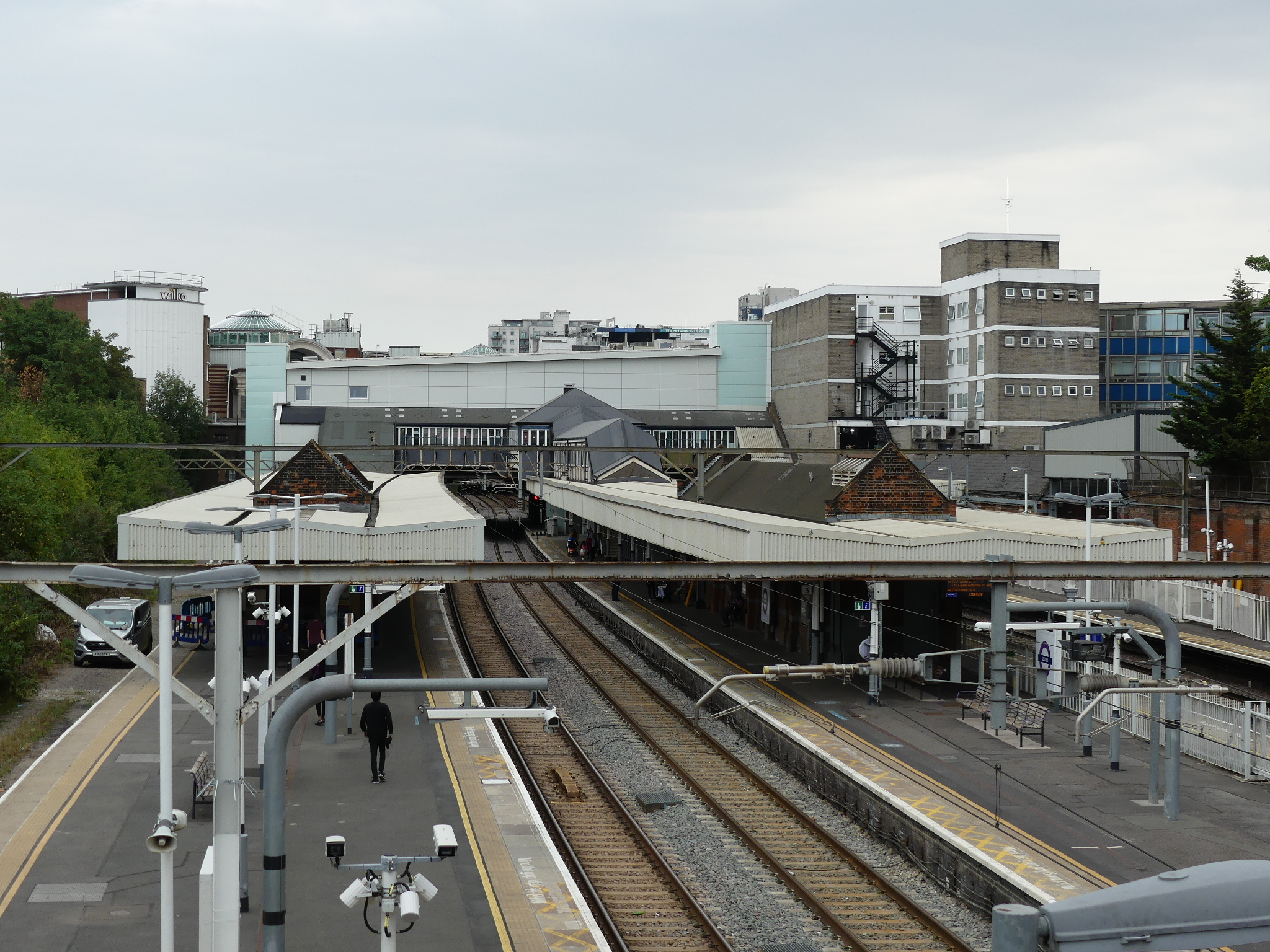
Het station op de openingsdag van het nieuwe gebouw gezien uit het westen.
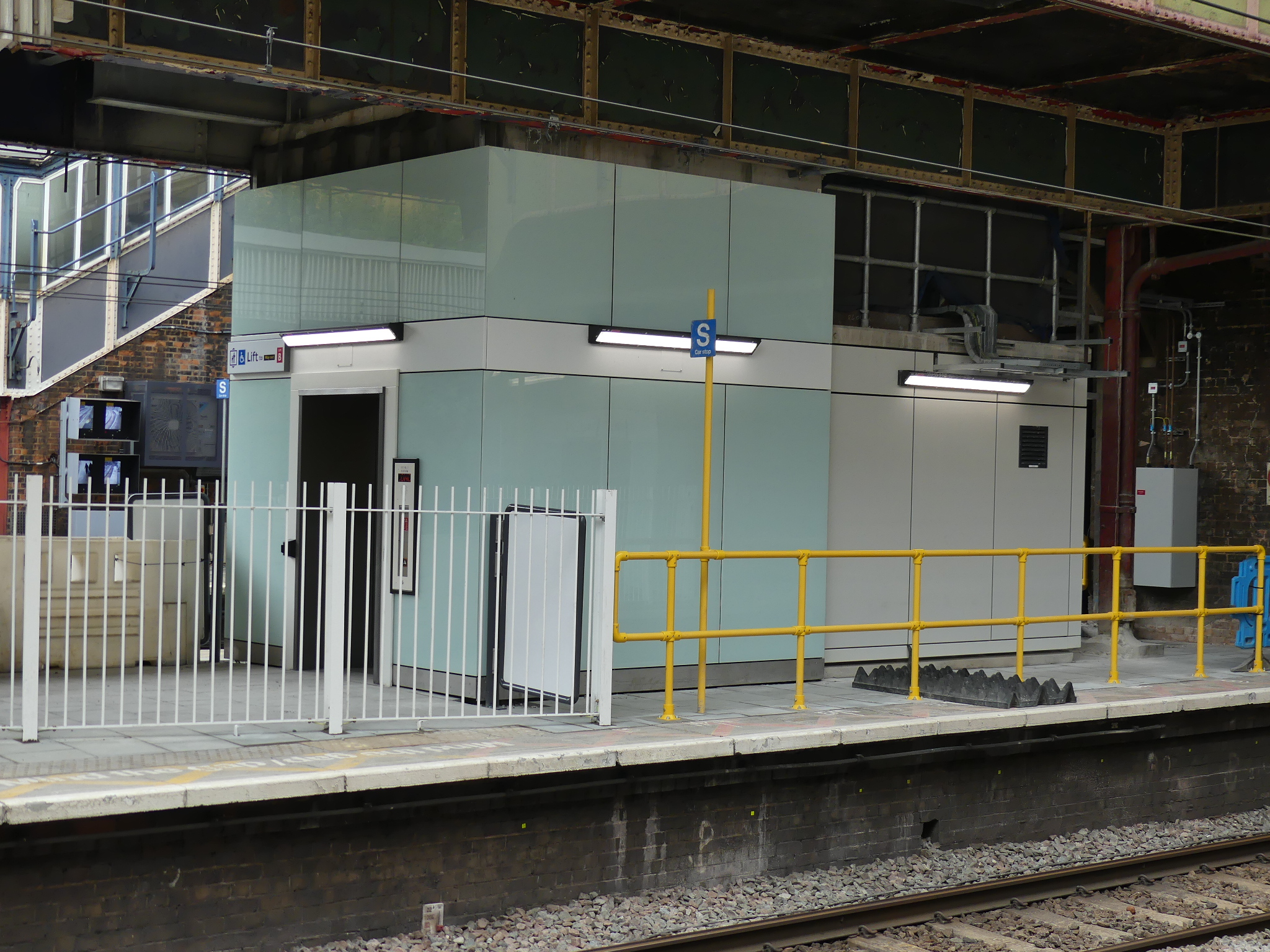
Een van de liften voor rolstoelgebruikers.

De noordkant van het station ligt tegen een talud met woningen, de zuidkant is bebouwd met grote gebouwen (het kantoorgebouw Valentine House, het voormalige British Gas-gebouw dat nu is omgebouwd tot woonruimte en een groot gebouw van British Telecom waarvan het daklogo te zien is uit passerende treinen. Door de ligging in een helling liggen de perrson aan de westkant vrijwel op straatniveau. De twee eilandperrons zijn met vaste trappen verbonden met de stationshal waarbij in en uitstappers gescheiden zijn. De trap naar het perron richting het oosten sluit direct aan op de verdeelhal achter de OV-poortjes, reizigers richting Londen moeten eerst ongeveer 100 meter over een loopbrug tussen hal en trap. Voor rolstoelgebruikers zijn in het kader van de Elizabeth line liften geplaatst tussen verdeelhal en de perrons. Direct ten westen van het station is een brug over de Roding en kruist het spoor de Circular Road. Ten westen van de Circular Road kruisen de sporen van de Elizabeth line die van de Great Eastern Main Line over de Ilford fly-over.

## Reizigersdienst

### Elizabeth line
Ilford was in de plannen van Crossrail opgenomen als onderdeel van de oosttak van hun Elizabeth line. De bouw van de Elizabeth line begon in 2008 en zou eind 2018 geopend worden. De Elizabeth line werd echter pas op 17 mei 2022 geopend, vooruitlopend hierop nam Transport for London (TfL) op 31 mei 2015 de diensten tussen Liverpool Street en Shenfield over onder de naam TfL Rail. De diensten ten oosten van Liverpool Street worden sinds 24 mei 2022 gereden onder de naam Elizabeth Line al moesten reizigers tot de opening van de tunnel tussen Whitechapel en Stratford op 6 november 2022, in Liverpool Street overstappen tussen de bovengrondse perrons van het oostelijke deel van de lijn en de ondergrondse perrons van de rest van de Elizabeth Line. In de normale dienst tijdens de daluren van maandag tot zaterdag zijn acht treinen per uur in elke richting, hetgeen tijdens de spits kan oplopen tot 12 . Op zondag wordt de frequentie teruggebracht tot vier per uur in elke richting:Vanaf het voorjaar 2023 zullen rechtstreekse diensten tussen Shenfield en Reading worden aangeboden en hoeven reizigers niet meer in Paddington over te stappen.
Tijdens de spits rijden enkele treinen tot Gidea Park. Tijdens de spits stoppen ook enkele treinen voor de richting Southend.

### Busverbindingen
| Lijn | Route                                                                         |
| ---- | ----------------------------------------------------------------------------- |
| 25   | Oxford Circus - Holborn - Aldgate - Bow Road - Stratford - Ilford             |
| 86   | Stratford - Manor Park - Ilford - Seven Kings - Romford                       |
| 123  | Wood Green - Turnpike Lane - Tottenham - Walthamstow - Gants Hill - Ilford    |
| 128  | Claybury - Barkingside - Gants Hill - Ilford - Goodmayes - Romford            |
| 145  | Leytonstone - Redbridge - Ilford - Becontree - Dagenham                       |
| 150  | Chigwell Row - Hainault - Barkingside - Gants Hill - Ilford - Becontree Heath |
| 167  | Debden - Loughton - Barkinside - Gants Hill - Ilford                          |
| 169  | Clayhall - Barkinside - Newbury Park - Ilford - Barking                       |
| 179  | Chingford - Woodford Green - South Woodford - Gants Hill - Ilford             |
| 296  | Ilford - Gants Hill - Newbury Park - Romford                                  |
| 366  | Redbridge - Ilford - Barking - Beckton                                        |
| 396  | King George Ziekenhuis - Little Heath - Newbury Park - Gants Hill - Ilford    |
| 462  | Hainault - Grange Hill - Barkingside - Gants Hill - Ilford                    |
| EL1  | Ilford - Barking - Thames View Estate                                         |
| EL2  | Ilford - Barking - Thames View Estate - Dagenham - Dagenham Dock              |
| W19  | Walthamstow - Whipps Cross - Leytonstone - Manor Park - Ilford                |